# Colchique d'automne
Colchicum autumnale
Espèce
Classification phylogénétique
Statut de conservation UICN

 LC  : Préoccupation mineure
Monde, Europe, France 
Le Colchique d'automne (Colchicum autumnale L.) est une espèce de plante herbacée du genre Colchicum. Il appartient à la famille des Liliaceae selon la classification classique de Cronquist (1981). La classification phylogénétique le place dans la famille des Colchicaceae.
Il a aussi pour nom : safran des près, safran bâtard, safran des pays (son apparence est proche de celle du safran), ail des prés, chenard, mort chien, tue-chien, tue-loup, vachette ou veilleuse.
Colchicum autumnale est une plante vivace dont seules les fleurs apparaissent en automne au niveau du sol, alors que les feuilles entourant le fruit, formé d'abord sous terre, n'apparaissent qu'au printemps. Les tépales rose-lilas, sont soudés en un long tube qui plonge jusqu’à l’ovaire situé au niveau du bulbe.
La plante contient dans toutes ses parties un alcaloïde toxique, la colchicine. La confusion avec l’ail des ours a conduit à plusieurs décès d'humains. Le bétail qui broute les feuilles et le fruit peut connaitre aussi une fin fatale.
Le pharmacologue grec du Ier siècle Dioscoride a bien décrit la plante et a mis en garde contre sa toxicité mais n’a pas donné d’usage médicinal. Ce n’est qu’au IVe siècle que les médecins de Byzance ont décrit son usage contre la goutte. Ce savoir fut transmis aux Européens par les Arabes. Au XVIIIe siècle, le médecin autrichien Anton von Störck mène une série d’expériences méthodiques sur lui-même puis sur un chien pour déterminer la frontière entre dose thérapeutique et les doses toxiques et létales.
Ce fut grâce au progrès accomplis par l’alchimie-chimie, dû au travail assidu des apothicaires et des médecins au cours des XVIe – XVIIIe siècles, pour extraire de la matière médicale la partie thérapeutiquement efficace que la science chimique put être fondée par Antoine Lavoisier. En 1820, Pelletier et Cavendou extraient le principe actif du colchique, qui sera nommé colchicine plus tard.
En ce début du XXIe siècle, les médecins ont à leur disposition des médicaments en comprimés à dose en colchicine parfaitement contrôlée, incontestablement supérieurs aux teintures, vins, élixirs et même pilules, confectionnés à partir de drogues végétales à teneurs variables en principes actifs.

## Nomenclature et étymologie
L’espèce fut décrite et nommée Colchicum autumnale par Linné en 1735 dans Species Plantarum 1: 341. Linné avait eu une connaissance directe de la plante dans le jardin George Clifford, ou le jardin botanique d’Uppsala où il était professeur. Des botanistes pré-linnéens comme Caspar Bauhin et Leonhart Fuchs l’avaient décrite avant lui.
Le nom de genre Colchicum vient du latin colchĭcum, ī, n. désignant la plante « colchique » (Pline, 28, 129). Ce terme latin vient du grec ancien κολχικόν / kolkhikon, οῦ (τὸ) « colchique », plante vénéneuse, (Dioscoride, IV, 83). Ce nom de plante signifie proprement « herbe de Colchide », pays de la magicienne et empoisonneuse Médée, en référence au caractère vénéneux du colchique. C’est le neutre substantivé de l’adjectif kolkhikos « de Colchide », tiré du toponyme Κολχίς / Kolchis, une région historique de la Géorgie située sur la côte de la mer Noire.
L’épithète spécifique autumnale est la forme du génitif de autumnalis « automne » signifiant « de l’automne ».

## Synonymes
Selon POWO, le nom valide Colchicum autumnale  possède 38 synonymes.

### Synonymes homotypiques
- Bulbocodium antumnale (L.) Lapeyr. in Civ. Nat. Hist. Jamaica: 202 (1813)
- Colchicum commune Neck. in Delic. Gallo-Belg. 1: 176 (1768), nom. superfl.

### Synonymes hétérotypiques
- Colchicum autumnale var. album Gray in Nat. Arr. Brit. Pl. 2: 173 (1821 publ. 1822)
- Colchicum autumnale var. bulgaricum (Velen.) Stoj. & Stef. in Fl. Bulg. 1: 221 (1925)
- Colchicum autumnale f. bulgaricum (Velen.) Domin in Magyar Bot. Lapok 8: 330 (1909)
- Colchicum vernale Hoffm. in Deutschl. Fl. Bot. Taschenb. 3: 174 (1800)
- Colchicum vernum (Reichard) Georgi in Beschr. Russ. Reich. 3(4): 923 (1800)
- Colchicum vranjanum Adamovic ex Stef. in Sborn. B'lghar. Akad. Nauk 22: 74 (1926), pro syn.

## Description
C'est une plante assez basse, un géophyte à corme. Elle présente la particularité d'avoir deux apparences très différentes :
- en automne, seules les fleurs apparaissent, naissant d'une spathe tubuleuse au niveau du sol. Elles sont formées de six tépales: trois pétales roses et trois sépales de la même couleur et de même aspect. Les 6 étamines sont insérées sur deux niveaux différents. Les styles courbés à leur extrémité sont terminés par un stigmate décurrent, l'ovaire, sous terre, n'est pas apparent ;
- au printemps, ce sont les feuilles lancéolées, larges qui apparaissent entourant le fruit, une grosse capsule ovoïde formée d'abord sous terre.

Le colchique d’automne est une plante vivace, à bulbe de la grosseur d’une noix, à tuniques noirâtres (Coste). Ce genre d’organe de réserve, formé d’une tige enflée entourée d’écailles, est appelée corme. Le bulbe possède une face arrondie et une face plane creusée sur la ligne médiane d’une gouttière parcourue par la tige. D’odeur désagréable et de saveur âcre, il est formé de tuniques charnues et blanchâtres à l’intérieur (Hammiche et al, 2013). Chaque année le bulbe mère donne un à trois bulbes filles.
Les feuilles dressées, largement lancéolées, un peu pointues, sont au nombre de 3 à 8 autour du fruit.
Les fleurs rose lilas, de 5 à 15 cm, solitaires ou fasciculées par 2-5, disposent d'un périanthe dont le limbe est long de 4–7 cm, à divisions oblongues ou oblongues-lancéolées. Six étamines de longueur différentes: les 3 étamines longues sont insérées plus bas que les 3 étamines courtes. Les 3 styles d’abord soudés se divisent en trois stigmates fortement courbés en crochet, qui dépassent à la fin les étamines. Les tépales sont soudés en un long tube qui plonge jusqu’à l’ovaire situé au niveau du bulbe. L’ovaire qui après fécondation en automne, reste au niveau du bulbe pendant tout l’hiver, sort de terre et donne en juin, au milieu des feuilles, une grosse capsule.
Le fruit est une capsule de la grosseur d’une noix, obovale renflée, à 3 loges, renfermant chacune, une centaine de graine globuleuses, de 2 à 3 mm, très dures, d’un brun rougeâtre ; leur surface est marquée de petits points et agrémentée, latéralement d’un arille charnu.

## Caractéristiques
Organes reproducteurs :
- type d'inflorescence : fleur solitaire terminale ;
- répartition des sexes : hermaphrodite ;
- type de pollinisation : entomogame, autogame ;
- période de floraison — août à octobre.

Graine :
- type de fruit : capsule ;
- mode de dissémination : barochore.

## Distribution et habitat
Selon POWO, l’aire d’origine de l’espèce est l’Europe tempérée: Albanie, Autriche, Belgique, Bulgarie, Tchécoslovaquie, France, Allemagne, Grande-Bretagne, Grèce, Hongrie, Irlande, Italie, Pays-Bas, Pologne, Roumanie, Espagne, Suisse, Ukraine, (ex-)Yougoslavie.
Elle a été introduite et s’est naturalisée dans les États baltes, Danemark, Kentucky, New Hampshire, Nouvelle-Zélande du Sud, Caroline du Nord, Nord-Ouest de l'Europe, Oregon, Suède, Utah, Vermont.
L’habitat type est constitué des prairies médioeuropéennes, mésohygrophiles, fauchées, mésothermes, planitiaires à montagnardes.

## Pathogènes
Plusieurs maladies cryptogamiques peuvent infecter les feuilles de la Colchique d'automne à savoir le charbon causé par Urocystis colchici qui prend la forme de sores allongées gris-plomb se déchirant à maturité pour disperser des spores noirâtres ainsi que les rouilles Uredo colchici-autumnalis au stade urédie qui prend la forme de pustules jaunes ou brûnatres et Uromyces colchici au stade télie qui prend la forme de coussinets noirâtres et poudreux visible à la base des deux côtés de la feuille la plus basse.

## Statuts de protection, menaces
L'espèce n'est pas considérée comme étant menacée en France. En 2021, elle est classée Espèce de préoccupation mineure (LC) par l'UICN.
Toutefois localement l'espèce peut se raréfier : elle a disparu en Bretagne; elle est considérée Quasi menacée (NT), proche du seuil des espèces menacées ou qui pourrait être menacée si des mesures de conservation spécifiques n'étaient pas prises, dans les régions Poitou-Charentes, Aquitaine, Nord-Pas-de-Calais et Limousin ; elle est classée Vulnérable (VU) en Haute-Normandie.

## Toxicité
Le Colchique contient de la colchicine, un alcaloïde toxique. Les valeurs des doses toxiques et létales sont variables, en raison de la variabilité individuelle.
- doses toxiques : 5 mg de colchicine chez l’adulte, 0,1 mg/kg chez l’enfant. À partir de 10 mg, chez l’adulte, le pronostic vital est en jeu ;
- dose létale : 5 g de graines chez l’adulte, de 1,2 à 1,5 g chez l’enfant[11],[14].

La colchicine, bien qu’utilisée en thérapeutique est un poison bloquant la division cellulaire. L’intoxication par ingestion se manifeste par des troubles digestifs violents, des troubles sanguins et neurologiques. L’issue peut être dramatique.
Par un arrêté du 4 septembre 2020, l'État français donne l'obligation aux distributeurs et vendeurs de colchique d'informer leurs clients, via un étiquetage spécifique, de sa toxicité en cas d'ingestion,,.
Il fut un temps où les jouets étaient souvent fournis par la nature. Dans la capsule du colchique d’automne, les graines cliquettent. Il arrivait que des enfants cueillent des capsules, qui devenaient entre leurs mains des hochets assassins. Certains avalaient les graines, absorbant ainsi une dose fatale de colchicine. La dose létale est évaluée à 1,3 mg par kilogramme de poids corporel et une seule graine en contient environ 4 mg.
Il arrive aussi fréquemment au bétail d'être intoxiqué. Bruneton rapporte un cas d’ingestion de feuilles et de capsules par des vaches (démontrée post-mortem) qui s’est traduit par la mort de cinq animaux en trois jours sur un troupeau de sept. En Allemagne, les vétérinaires ont rapporté des diarrhées chez trois chevaux et le décès de l’un d’entre eux, à la suite de la consommation de foin contaminé par 1,48 % de colchique. Des moutons et des truies ont aussi été victime de cette plante.

### Confusion avec l'Ail des ours
En 1999, la confusion du colchique et de l'ail des ours a conduit à la mort d’un des consommateurs d’une omelette assaisonnée par cet « ail » récolté dans la forêt alpine autrichienne.
En avril 2020, un Alsacien d'une cinquantaine d'années meurt d'intoxication après avoir consommé un pesto du colchique qu'il avait cueilli en le confondant avec de l'ail des ours.
Afin de les différencier, il convient de prêter attention aux feuilles : celles du colchique sont rigides, charnues et sans tiges, avec une extrémité arrondie, tandis que celles de l’Ail des ours sont plus fines, ovales, pointues et portées par des tiges. De plus, l’Ail des ours dégage une odeur d'ail lorsqu'on froisse ses feuilles. Les fleurs sont également un indicateur important : celles du colchique, mauves, apparaissent en automne, tandis que celles de l’Ail des ours, blanches et en forme d'étoile, s'épanouissent au printemps, entre avril et début juin.

## Utilisations

### Histoire des utilisations médicinales

#### La médecine gréco-romaine
Le philosophe grec Théophraste (-371 ; -288) consacre un long développement à l’identification botanique du colchique qui reçoit le nom d’Hermodactyle amer « le doigt d’Hermès amer », Hermès étant associé à la magie et à la transformation, il est possible que les propriétés toxiques ou médicinales de la plante aient été attribuées à Hermès. Les médecins hippocratiques connaissaient différents aspects de la goutte du pieds (podagre), de la main (chiragre), du genou (gonagre) mais n’ont pas indiqué de traitement spécifique.
Au Ier siècle, le pharmacologue grec Dioscoride, a décrit (MM, IV, 83) la morphologie du  κολχικόν / colchicon (latinisé en Colchicum) et ses dangers mais ne signale pas d’usage médicinal. Il met en garde contre sa toxicité « lorsqu'on le mange, il tue par suffocation, tout comme les champignons... » et ajoute que « boire du lait de vache » est un bon antidote.
Quand Pline, Celse ou Caelius Aurelianus mentionnent le colchique, c’est seulement pour dénoncer les risques toxiques de la plante.

#### L’apport fondamental de la médecine de Byzance
Il faut attendre le IVe siècle pour que le traitement de la goutte par le colchique soit clairement exposé dans un texte d’un médecin de Byzance nommé Actuarius qui mentionne l’hermodacte comme « antidote de la podagre et des affections articulaires ».
C’est à Byzance, capitale de l’Empire romain d'Orient que le colchique va devenir le traitement spécifique contre la goutte. Le médecin grec byzantin, Alexandre de Tralles (525-605) indique dans son Traité de thérapeutique au chapitre De la podagre : « Certaines personnes absorbent en liquide le remède dit à l'hermodacte et prétendent que la douleur cesse aussitôt en même temps que se produit une évacuation intestinale ichoreuse. Le soulagement est tel qu'elles veulent aussitôt marcher. Il est vrai qu'on voit rarement ce médicament ne pas tenir sa promesse. Cependant il a quelque chose de désavantageux car ceux qui le prennent (en boisson) sont fréquemment repris de fluxion ». Ce serait la première fois que les effets secondaires d’un médicament soient mentionnés.
Le médecin byzantin Paul d'Égine du VIIe siècle a consacré de longs développements à la maladie goutteuse dans son œuvre : « Certains, au paroxysme des douleurs articulaires, ont recours aux purgatifs en utilisant l’hermodactyle. Il faut cependant remarquer que cet hermodactyle est nuisible à l’estomac, occasionne l’apparition de nausées et de diarrhées, et ce traitement devrait être réservé à ceux qui, du fait de leur activité, ont besoin d’une guérison rapide ».
Le Pseudo-Sérapion, historiquement connu sous le nom de « Sérapion le jeune » (XIe siècle) fut le premier à reconnaître l’unicité des différentes appellations : colchique, ephemeron, hermodactyle et suringam.

#### L’héritage de la médecine arabe
Héritiers directs de la médecine byzantine, les grands auteurs du Califat islamique comme les médecins d’origine persane Rhazès au Xe siècle et Avicenne (Ibn Sina) au XIe, vont poursuivre l’étude de l’hermodactyle dans le traitement de la goutte.
Au VIIe/XIIIe, le médecin arabo-andalou Ibn al-Baytār, dans son Dictionnaire des remèdes et aliments simples, fournit la somme des connaissances pharmacologiques de son époque, se fondant sur Dioscoride et Galien et des auteurs arabes comme al-Ghāfiqi auteur du Livre des simples. Dans le volume 2, il fournit la notice 1249 bien documentée, intitulée « Sourendjún, Colchique », qui reprend les textes de Dioscoride et de Galien qui ne voient en lui qu’un poison mortel, d’El-Batrik qui connait ses propriétés purgatives et qui le prescrit dans les affections articulaires, ainsi que de plusieurs auteurs tel Hobeïch Ibn el-Hassan pour lesquels il a la propriété de calmer les douleurs articulaires et goutteuses.

#### L’héritage de la médecine européenne

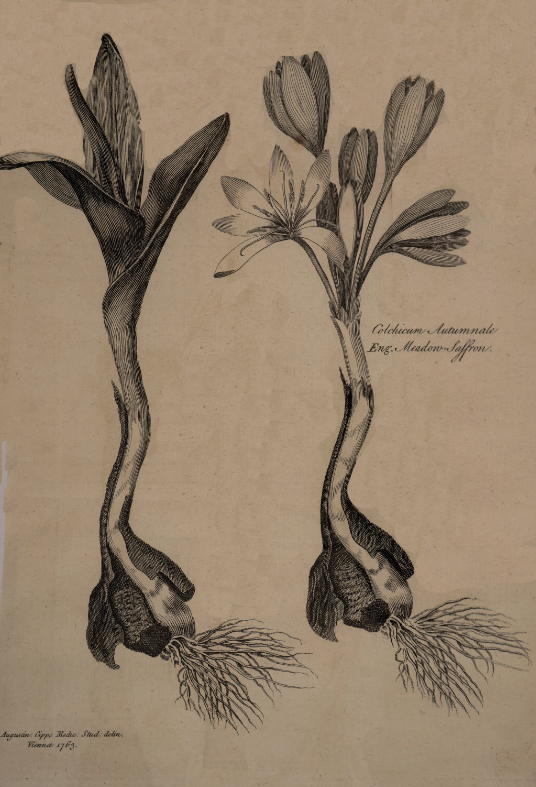
P. Mattioli publie entre 1544 et 1560 Des commentaires de la Matière médicale de Dioscoride, avec cette gravure sur bois de Colchicum autumnale

L’Europe va hériter du savoir des médecins byzantins, enrichi par les arabes, mais encore fallait-il savoir que la plante, commune en Europe, ne soit pas confondue avec un crocus ou une autre plante.
En Italie, le médecin botaniste Pierandrea Mattioli (1501-1578), publie entre 1544 et 1560 Des commentaires de la Matière médicale de Dioscoride, illustrés de 500 gravures sur bois d’une beauté remarquable. Il donne du colchique de bonnes représentations comparatives, levant désormais toute ambiguïté d’identification.
L’Angleterre a, sans aucun doute, été le premier pays d'Europe à promouvoir la colchicothérapie puisque dès le Moyen Age, Gilbertus Anglicus (en) (1170-1180 ?) prescrit l’hermodacte dans les cas de calide podagre (podagre chaud), sous forme de Pilulae Arthreticae.
Au XVIe siècle, le chirurgien Ambroise Paré (1509-1590) fait mention dans son Traité de médecine, de l’utilisation du colchique (ephemerum) dans le traitement de la goutte, sans indiquer qu’il produit un soulagement important des douleurs.
Au siècle suivant, il convient de mentionner un curieux ouvrage publié en 1703 à Paris par un certain « Sieur de Bisance » avec un titre explicite Sur la traitement de la goutte par un médicament venu de Turquie.
La méthode expérimentale
Au XVIIIe siècle, le médecin autrichien Anton von Störck (1731-1803), de l’Université de Vienne, fit un pas décisif dans la validation empirique de l'utilisation en toute sécurité de la colchique vénéneuse. Il mena une série d'expériences méthodiques sur lui-même pour connaitre les différents effets physiologiques observables sur un individu qui prend des doses de plus en plus élevées de bulbe de colchique. Puis une fois connues les doses qui ne font pas courir de risques aux patients, il emploie le médicament sur différents patients en essayant de valider les effets sur les symptômes de leur maladie (voir Libellus, quo demonstratur: Colchici autumnalis radicem …, 1763, puis sa traduction en anglais et en français Observations sur l’usage interne du colchique d’automne…, 1764).
Cet ouvrage remarquable, expose les premiers pas de la méthode expérimentale appliquée à la pharmacognosie. Anton von Störck commence sur lui-même en appliquant « sur le bout de la langue, pendant l’espace de deux minutes, de la racine de Colchique » légèrement broyée et observe que sa langue devient insensible pendant six heures, puis dans la seconde expérience, il boit une infusion de 3 grains (unité de masse) du bulbe dans 4 onces de vin d’Autriche et note qu’il produit une urine abondante. Il continue d’augmenter la dose et se risque à avaler directement un grain entier du bulbe enveloppé dans de la mie de pain (4e expérience). Il note heure par heure des effets bien plus violents, urine très rouge, selles d’« une matière glutineuse transparente, tremblante », pouls fort agité et quand il commence à s’inquiéter des suites de cette expérience qui pourraient lui être fatale, il se prépare une potion antidote acide qui soulage ses maux de tête et ses douleurs de colique. Après trois jours de souffrance, il commence à se sentir mieux et voit ses forces se rétablir. Il poursuit l’expérience avec des doses plus élevées (en proportion) sur un chien jusqu’à ce que mort s’en suive et dissèque l’animal pour observer l’impact sur les organes internes.
Il prépare ensuite un vinaigre médicinal à partir du bulbe de colchique coupé en rondelles dans du vinaigre de vin, qu’il laisse infuser sur feux doux pendant 48 heures, puis qu’il filtre. Pour adoucir, il mélange son vinaigre médicinal avec du miel. Et teste sur lui-même, une cuillérée à café de cet oximel Colchique dans une tasse de thé et constate son effet diurétique. Il tire la conclusion que l’oximel pris à petite dose ne dérange aucune fonction et qu’il a une vertu diurétique. Finalement « ce remède peut, en conséquence de cette vertu diurétique, être très utile aux hydropiques ». Il présente ensuite une suite de cas de malades et notamment des succès dans des cas désespérés de ce qu’on appelait alors l’hydropisie (œdèmes, épanchements et infiltrations séreuses).
Les travaux pionniers d’Anton von Störck pour la pharmacologie expérimentale deviendront un modèle pour les essais cliniques de la médecine moderne.
C’était à peu près aux hydropisies que se bornait l’emploi du colchique lorsqu’en 1814, des médecins anglais le préconisent contre la goutte et le rhumatisme, sous la forme par exemple de l'antigoutteux de Want. Le docteur Want, rapporte qu'il s'est servi avec beaucoup d'avantage de la teinture alcoolique des colchiques, contre les affections goutteuses, sans que ce médicament ne déploie en aucune manière d'action purgative.
En France, après avoir conquis la Pharmacopée anglaise, le colchique est inscrit à la première édition du Codex medicamentarius sive Pharmacopoea Gallica, écrite en latin et parue en 1818.
Le docteur Fulgence Fiévée est un des médecins qui a obtenu le plus de succès avec le colchique et qui en a le mieux étudié les effets dans le traitement du rhumatisme. En 1783, Nicolas Husson avait commercialisé une « eau médicinale » au contenu secret, capable de soulager l’inflammation goutteuse et qui connut un grand succès. Il fallut attendre 1814, pour que le docteur anglais Want révèle que ce remède était extrait du colchique.
L’extraction du principe actif
L’autre grand tournant de la pharmacologie fut l’adoption de la méthode d’analyse chimique de la matière médicale pour en isoler les principes actifs. Au cours des XVIe – XVIIIe siècles, les apothicaires, à la suite de Hieronymus Brunschwig, entreprirent d’utiliser la distillation comme une technique de purification des substances végétales et animales permettant d’en extraire la partie pure, thérapeutiquement efficace, de la partie impure inutile. C'est à cette époque que va s’opérer un double mouvement consistant d'une part en la séparation irrévocable entre la chimie et l'alchimie, et d'autre part, l'infléchissement de la médecine, jusque-là fidèle à la tradition galéniste, vers une médecine de plus en plus chimique et expérimentale. Le développement de la chimie permit de passer de la matière médicale au principe actif, du quinquina à la quinine, du colchique à la colchicine etc.
Le colchique est une plante dangereuse puisque la dose létale est de 5 g de graine chez l’adulte. La quantité de principe actif (la colchicine) de la plante est variable, d’une année à l’autre, d’un terrain à l’autre, suivant la saison à laquelle on procède à la récolte, d’une partie de la plante à l’autre. De plus la matière médicale perd à la dessication une bonne partie de ses qualités. Enfin, la dose létale n’est pas la même pour un homme, une femme ou un enfant etc. Il importe donc de faire des mesures précises si on ne veut pas passer d’une dose thérapeutique à une dose toxique.
L'extraction du principe actif ouvre la voie à la notion de dosage thérapeutique, aujourd'hui essentiel en pharmacologie. Tant qu'on ne disposait pas de principe actif isolé et purifié, il était impossible de savoir combien de produit actif on administrait au malade, avec les risques importants liés au surdosage.

Structure chimique de la colchicine, obtenue par
Dewar, Cook, Tarbell et Lettré

En 1820, Pelletier et Caventou signalent, dans le colchique une substance de nature « alcaloïdique ». Ils l’assimilèrent à celle qu’ils avaient déjà trouvée dans le Veratrum album, la vératrine. Plus tard, en 1833, deux chimistes allemands Geiger et Hesse extraient des graines de colchique une substance cristallisée, moins âcre que la vératrine qu’ils nommèrent colchicine. Pourtant en appliquant leur procédé, Oberlin, Ludwig et Hübler puis Houdé n’ont obtenu que de la colchicéine, produit déméthylation de la colchicine. Il faudra encore attendre Windaus en 1924 (un siècle après Pelletier et Caventou), puis Dewar, Cook, Tarbell et Lettré, pour obtenir la structure de la molécule.
Pour les médecins de XIXe siècle, de nombreuses incertitudes demeuraient sur la nature botanique des matières médicales importées du Levant comme l’hermodacte. Pour que l’équivalence entre colchique et hermodacte devienne certitude, il fallut attendre l’expérience chimique décisive réalisée par Houdé. Ce pharmacien chimiste, à qui l’on doit l’obtention de la colchicine cristallisée et un excellent mode d’extraction de ce principe actif, démontra formellement l’identité entre Colchicum variegatum et hermodacte, sur la base de l’observation botanique, de l’analyse chimique et de la toxicologie. De plus, les effets biologiques de la colchicine sur l’organisme sont devenus plus clairs en 1965 grâce à la découverte de la relation entre la colchicine et la tubuline, étudiée par Gary Borisy et Edwin Taylor.

### Utilisations médicales et biologiques
À la fin du XIXe siècle, les médecins eurent à leur disposition la colchicine cristallisée de Houdé, sous la forme de granule titré à 1 mg. Cette présentation pharmaceutique en forme sèche offrait une supériorité incontestable sur les teintures, vins, élixirs, gouttes et même pilules, confectionnés jusqu’alors à partir de drogues végétales à teneurs variables en principes actif.
La colchicine est employée pour son action anti-inflammatoire comme médicament essentiel de la crise aigüe de goutte et agent prophylactique de cette affection (Colchicine opocalcium®, Colchimax®, en comprimés sécables). Elle est utilisée aussi dans la maladie périodique dont l'incidence reste importante sur le pourtour méditerranéen, la maladie de Behçet, la sclérodermie et la maladie dermique.
La colchicine est une substance antimitotique qui bloque le fuseau mitotique lors de la réplication cellulaire, à marge thérapeutique étroite (faible différence entre la dose toxique et la dose thérapeutique), le risque étant que toute variation de sa concentration dans l'organisme peut entraîner des effets indésirables graves ou d'évolution fatale.
Elle est connue, également, pour ses propriétés antimitotiques car, en se fixant sur la tubuline, elle inhibe la formation des microtubules, ce qui bloque la division cellulaire au stade de la métaphase ; ce mode d'action a donné lieu à de nombreuses applications liées au traitement de certaines formes de cancer et de maladies de la peau.
La colchicine reste principalement extraite du bulbe et de la graine du colchique.

### Dans les arts

#### Art nouveau
Le colchique d'automne est utilisée comme élément décoratif.

#### Musique, poésie
La comptine Colchiques dans les prés fut créée par deux cheffes scout :
« Colchiques dans les prés, fleurissent, fleurissent, 

Colchiques dans les prés, c'est la fin de l'été. »

[Refrain]

« La feuille d'automne
 emportée par le vent,
 en rondes monotones,
 Tombe en tourbillonnant. ».
Guillaume Apollinaire, a écrit le poème Les Colchiques (Alcools, 1913) :
Le pré est vénéneux mais joli en automne

Les vaches y paissant

Lentement s’empoisonnent.